# HMS Gloucester (1909)
Pour les autres navires du même nom, voir HMS Gloucester.
Le HMS Gloucester est un croiseur léger de la classe Town appartenant à la Royal Navy, lancé le 28 octobre 1909 par les chantiers William Beardmore and Company. Le navire fait partie de la sous-classe de croiseurs Bristol.

## Service
Après sa mise en service, le Gloucester est envoyé en Méditerranée au sein de la 2e escadre de croiseurs légers. En août 1914, il participe à la poursuite des croiseurs allemands SMS Goeben et Breslau. Au cours de cette opération, le navire est sous le commandement du capitaine Howard Kelly, qui réussit le 7 août à endommager légèrement le Breslau en effectuant deux coups au but. Le croiseur léger abandonne toutefois la poursuite à 16 h, incapable d'empêcher les navires allemands de fuir. La même année, le Gloucester opère au large de la côte ouest de l'Afrique contre les navires corsaires allemands. En février 1915, il est intégré à la 3e escadre de croiseurs légers de la Grand Fleet.
Le navire aurait bombardé Galway (Irlande) au cours de l'insurrection de Pâques en avril 1916, mais il est probablement confondu avec le HMS Laburnum (en) qui pilonne la périphérie de la ville un jour avant que le Gloucester n'arrive dans la baie de Galway et n'y débarque 100 hommes des Royal Marines. Du 31 mai au 1er juin 1916, le croiseur participe à la bataille du Jutland avant d'être réaffecté à la 2e escadre de croiseurs légers. En décembre 1916, il rejoint la 8e escadre de croiseurs légers en mer Adriatique. Le Gloucester survit à la guerre et est vendu à la démolition le 9 mai 1921.